# Jan Blažek (fotbalista)
Jan Blažek (* 20. března 1988 v Trutnově) je český fotbalový útočník a bývalý reprezentant, momentálně hráč klubu TJ Slavoj Veleň. Mimo ČR prošel angažmá v Řecku, Polsku a Německu.

## Klubová kariéra
Jan Blažek prošel mládežnickými kategoriemi klubů Baník Žacléř, FK Trutnov a SK Hradec Králové až se v roce 2002 dostal do Slovanu Liberec, se kterým podepsal v roce 2005 první profesionální smlouvu. V 1. české lize liberecký odchovanec debutoval na podzim roku 2005. V roce 2008 byl poslán poprvé na hostování do Slavie Praha, se kterou získal mistrovský titul a po sezóně se vrátil do Liberce. Po dvou odehraných sezónách byl při přetlaku útočníků v libereckém klubu poslán na hostování do řeckého klubu AE Larissa. Po návratu z Řecka odešel po šesti odehraných utkání na severu Čech podruhé na hostování s opcí do SK Slavia Praha. Slavia opci na přestup nevyužila, proto se Blažek před sezónou 2012/13 vrátil do kádru aktuálního mistra Slovanu Liberec. Poté působil v SK Roudnice nad Labem v nižší lize.
V létě 2013 zamířil do řeckého týmu Apollon Smyrnis, odkud v únoru 2014 odešel do polského klubu Podbeskidzie Bielsko-Biała. Podzim 2014 strávil v řeckém druholigovém klubu AP Eginiakos.
Po návratu do ČR v zimě 2014 patřil smluvně Liberci, i když ten pro něj místo v kádru neměl. Blažek tak odešel v únoru 2015 po úspěšných testech do prvoligového týmu FK Dukla Praha na půlroční hostování. Na podzim 2015 působil v klubu FK Slavoj Vyšehrad ve druhé české lize. Od ledna do léta 2016 byl hráčem německého klubu BV Cloppenburg hrajícího Regionalligu Nord (čtvrté patro německých soutěží). V srpnu 2016 se vrátil do ČR a posílil druholigové mužstvo MFK Frýdek-Místek.

## Reprezentační kariéra
Od roku 2004 působil v českých mládežnických reprezentacích, přišel však o účast při stříbrném tažení reprezentace do 20 let na mistrovství světa v Kanadě.
S českou reprezentací do 21 let se zúčastnil Mistrovství Evropy v roce 2007, kde ČR skončila po zápasech s Anglií (0:0), Srbskem (prohra 0:1) a Itálií (prohra 1:3) se ziskem 1 bodu na poslední čtvrté příčce základní skupiny B.
V A-mužstvu ČR debutoval 15. 11. 2009 na turnaji ve Spojených arabských emirátech proti domácímu týmu (remíza 0:0, porážka 2:3 na penalty). Celkem zasáhl v letech 2009–2010 do 3 zápasů českého národního týmu, gól nevstřelil.